# Paul Karrer
Paul Karrer (Moszkva, Oroszország, 1889. április 21. – Zürich 1971. június 18.) Nobel-díjas svájci kémikus. A Nobel-díjat 1937-ben megosztva kapta Norman Haworthszel „a karotinoidok és flavinok, valamint az A- és B2 vitamin kutatásáért”.

## Élete
Moszkvában született svájci szülők gyermekeként, 1892-ben tértek vissza Svájcba. Kémiai tanulmányait Zürichben végezte az Eidgenössische Technische Hochschule műszaki egyetemen. 1911-ben doktorált, tanára Alfred Werner későbbi Nobel-díjas tudós volt, akinek utódaként 1919-től a Zürichi Egyetem kémiai intézetének igazgatójává nevezték ki. 1918-tól tanított az egyetemen a szerves kémia professzoraként. Ezen tisztségeit 1959-es nyugdíjazásáig megtartotta.

## Kutatásai
Karrer kutatásai egyik legfontosabb kutatási területe a növényi pigmentek, főképp a sárga karotinoidok kutatása voltak. Tisztázta kémiai struktúrájukat, megmutatva, hogy némelyiküket a vitaminná lehet átalakítani az emberi szervezet számára. Munkája az A-vitamin fő alkotója, a béta-karotin formula felfedezéséhez vezetett. George Wald is egy ideig Karrer laboratóriumában dolgozott, amikor a vitamin szerepét kutatta a retinában. Később Karrer foglalkozott még az aszkorbinsavval (C-vitamin), majd kiterjesztette kutatásait a B2- és az E-vitaminra.
Karrer számtalan tanulmányt publikált, számos díjat kapott, köztük 1937-ben Kémiai Nobel-díjat is (ugyanakkor, amikor Szent-Györgyi Albert a C-vitaminért). Tankönyvét, a Lehrbuch der Organischen Chemie címűt 1927-ben adta ki, hét nyelvre fordították le.

## Külső hivatkozások
- Életrajza a Nobel-díj-bizottság honlapján

1. ↑  Find a Grave (angol nyelven). Find a Grave . (Hozzáférés: 2024. június 29.)